# Enyalioides altotambo
Enyalioides altotambo — вид ігуаноподібних ящірок родини шипохвостих ігуан (Hoplocercidae). Ендемік Еквадору. Описаний у 2015 році.

## Поширення і екологія
Enyalioides altotambo мешкають в західних передгір'ях Анд в провінції Есмеральдас на північному заході Еквадору. Вони живуть у вологих тропічних лісах, на висоті від 260 до 645 м над рівнем моря.

## Збереження
МСОП класифікує цей вид як такий, що перебуває під загрозою зникнення. Enyalioides altotambo загрожує знищення природного середовища.